# Kabeiro
Kabeiro is een geslacht van zeenaaktslakken (Nudibranchia) uit de familie van de kroonslakken (Dotidae). De wetenschappelijke naam van het geslacht werd in 1815 gepubliceerd door Carisse Shipman en Terrence Gosliner.

## Soorten
- Kabeiro atlantica Edmunds & Carmona, 2017
- Kabeiro christianae Shipman & Gosliner, 2015
- Kabeiro phasmida Shipman & Gosliner, 2015
- Kabeiro rubroreticulata Shipman & Gosliner, 2015